# Robert Dilworth
Pour les articles homonymes, voir Dilworth (homonymie).
Robert Palmer Dilworth (né le 2 décembre 1914 à Hemet, Californie  et mort le 29 octobre 1993 en Californie) est un mathématicien américain qui a travaillé en théorie des treillis et en combinatoire.

## Biographie
Dilworth étudie au Caltech (baccalauréat en 1936), où il obtient son doctorat en 1939 sous la direction de Morgan Ward avec une thèse intitulée « The Structure and Arithmetical Theory of Non-Commutative Residuated Lattices ». Il était ensuite instructeur à l'Université Yale en tant que Sterling Fellow. En 1943, il retourne à Caltech en tant que professeur assistant. Pendant la Seconde Guerre mondiale, il est analyste dans l' US Air Force en Angleterre. En 1945, il devient professeur associé et en 1950 professeur au Caltech. En 1982, il y prend sa retraite.

## Travaux
Dilworth a travaillé en théorie des treillis (où il a apporté des contributions importantes) et en combinatoire. Le théorème de Dilworth porte son nom, d'où on peut déduire notamment le lemme des mariages.
En plus de son travail universitaire, il était également actif dans la formation pour l'enseignement scolaire des mathématiques, notamment dans un comité d'État pour l'enseignement au College et dans un projet de promotion de la formation des professeurs de mathématiques en Afrique. Parmi ses anciens élèves, il y a l'informaticien théoricien Juris Hartmanis, Curtis Greene (en), Alfred W. Hales ou 
Jack E. McLaughlin (de).

## Publications (sélection)
- {{ouvrage

```
 
 | auteur1=Kenneth P. Bogart
| auteur2= Ralph Freese 
 
| auteur3 = Joseph P. S.Kung 
| responsabilité3 = éditeurs
| isbn = 978-0-8176-3434-6
| éditeur = Birkhauser
| collection = Contemporary Mathematicians
| titre = Dilworth Theorems: Selected Papers of Robert P. Dilworth
| année = 1990}} — Version électronique  : 
 
(
ISBN
 
9781489935588
)
 2013
```

- Peter Crawley et Robert P. Dilworth, Algebraic Theory of Lattices, Englewood Cliffs, N.J., Prentice-Hall, 1973 (ISBN 978-0-13-022269-5).
- Robert P. Dilworth, « Lattices with unique irreducible decompositions », Annals of Mathematics, vol. 41, no 4,‎ 1940, p. 771–777 (DOI 10.2307/1968857, JSTOR 1968857).
- Robert P. Dilworth, « A decomposition theorem for partially ordered sets », Annals of Mathematics, vol. 51, no 1,‎ 1950, p. 161–166 (DOI 10.2307/1969503, JSTOR 1969503).
- Robert P. Dilworth et Curtis Greene, « A counterexample to the generalization of Sperner's theorem », Journal of Combinatorial Theory, Series A, vol. 10,‎ 1971, p. 18–21 (DOI 10.1016/0097-3165(71)90063-X, MR 0276145).